# دائمونوسور
دائمونوسور (نام علمی: Daemonosaurus choliodus) نام یک گونه از راسته خزنده‌کفلان است.